# Jerry Yang (pokerspeler)
Xao "Jerry" Yang (Laos, 1968) is een pokerspeler uit Temecula, Californië en de winnaar van het Main Event van de World Series of Poker 2007.

## Biografie
Hij begon poker te spelen in 2005. Aan de finaletafel van het Main Event bij de WSOP 2007 ging Yang van achtste naar chip leader, een positie die hij niet zou opgeven. Tijdens het vergaren van chips speelde Yang 7 van de 8 spelers uit het spel aan de finaletafel. Hij speelde heads-up tegen Tuan Lam waar Yangs 8♣ 8♦ wonnen van Lams A♦ Q♦. Yang behaalde een straat met negen als hoogste kaart terwijl Lam een vrouw verkreeg op de flop. Na een 12 uur durende pokerpartij won Yang US$ 8,250,000 om 3.35 's nachts lokale tijd.

### Persoonlijk leven
Yang, een Hmong, is geboren in Laos. Toen de communisten de macht overnamen in de jaren 70 vluchtte zijn familie naar Thailand waar ze vier jaar in een vluchtelingenkamp doorbrachten. Hij verloor een broer en een zus in dat kamp. Hij en zijn familie verhuisden naar de Verenigde Staten in 1979.
Yang bezit een mastertitel in gezondheidspsychologie van de Loma Linda University en hij werkte als psychotherapeut en maatschappelijk werker. Hij werd professioneel pokerspeler na het winnen van het Main Event op de WSOP 2007. Hij is getrouwd en hij heeft zes kinderen.